# Rapamys
Rapamys és un gènere extint de mamífers rosegadors de la família dels isquiròmids que visqueren a Nord-amèrica durant l'Eocè, fa entre 37 i 46,2 milions d'anys. Se n'han trobat restes fòssils a Califòrnia, Montana i Wyoming (Estats Units).